# Titularbistum Aleria
Aleria ist ein Titularbistum der römisch-katholischen Kirche. 
Es geht zurück auf einen untergegangenen Bischofssitz in der Stadt Aléria auf der französischen Insel Korsika, das der Kirchenprovinz Pisa zugeordnet war.
| Titularbischöfe von Aleria |                |                                |               |     |
| Nr.                        | Name           | Amt                            | von           | bis |
| 1                          | Guido Fiandino | Weihbischof in Turin (Italien) | 21. Juni 2002 |     |